# The New Twilight Zone—aflevering 22
De 22e aflevering van de serie The New Twilight Zone bestaat uit drie subafleveringen: Take My Life...Please!, Devil's Alphabet en The Library.

## Take my Life…Please!
Take my Life…Please! is de eerste subaflevering. Het verhaal werd geschreven door Gordon Mitchell.

### Verhaal
Een komiek (Billy Diamond) steelt voor zijn optreden een routine-grap van een collega (Dave). Zijn eigen act wordt door deze grap een groot succes. Voor Dave betekent de diefstal echter dat hij de grap, die officieel van hem is, niet meer kan gebruiken zonder beschuldigd te worden van plagiaat.
Op een avond, wanneer Billy van de studio naar huis rijdt, wordt hij in een hinderlaag gelokt door Dave. Dave bedreigt Billy met een pistool en probeert geld los te krijgen van hem voor het gebruik van zijn act. Billy weigert echter, gaat roekeloos rijden, waarbij Dave hem onbedoeld doodschiet.
Hierna vindt Billy zichzelf terug in het hiernamaals, dat op de backstage van een podium lijkt. Hier wordt hij welkom geheten door zijn 'impresario', Max, die hem uitnodigt het podium op te gaan. Billy wordt het podium opgeduwd. Het publiek bestaat uit verveelde, sombere mensen. Billy begint met zijn conventionele grappen, maar dat eindigt in boe-geroep terwijl mensen uit het publiek oproepen juist nare dingen over zichzelf te gaan vertellen, zoals hoe zijn moeder gestorven is. Billy heeft geen andere keus dan gehoor te geven aan hun oproep en zichzelf te vernederen door de vreselijkste dingen uit zijn leven op te biechten aan het publiek. Het publiek vindt het heerlijk, wat uitmondt in een hoop gelach. Zijn act is een succes, maar Billy beseft ook dat hij deze 'show' tot in de eeuwigheid moet overdoen.

### Rolverdeling
- Tim Thomerson : Billy Diamond
- Ray Buktenica : Max
- Xander Berkeley : Dave
- Jim McKrell : Marty

## Devil's Alphabet
Devil's Alphabet is de tweede subaflevering. Het verhaal werd geschreven door Robert Hunter.

### Verhaal
In het Victoriaanse Engeland richt een groepje jonge studenten van de Universiteit van Cambridge een club op genaamd "The Devil's Alphabet". Na hun afstuderen beloven ze elkaar om jaarlijks bijeen te komen. Voor de grap voegen ze eraan toe zelfs na hun dood deze bijeenkomsten voort te zetten.
Twintig jaar later pleegt een van de leden zelfmoord, maar zijn geest blijft op aarde. Hierdoor wordt het voor de overigen langzaam duidelijk dat hun belofte meer gevolgen heeft dan ze konden vermoeden. Een voor een komen de andere leden ook om het leven door zelfmoord of gewelddadige ongelukken, tot er uiteindelijk nog maar een over is. Deze komt naar de jaarlijkse bijeenkomst, alwaar hij met de geesten van de anderen afspreekt de belofte op te heffen.

### Rolverdeling
- Ben Cross : Frederick
- Hywel Bennett : Grant
- Christopher Carroll : Schoorsteenveger
- Christopher Grove : Assistent schoorsteenveger
- Ethan Phillips : Deaver
- Jim Piddock : Brian
- Osmund Bullock : Andrew
- Robert Schenkkan : Eli
- Stuart Dowling : Creditor
- Wayne Alexander : Cornelius

### Achtergrond
Deze aflevering is gebaseerd op het korte verhaal "The Everlasting Club" van Arthur Gray. Dit verhaal werd voor het eerst gepubliceerd in The Cambridge Review (27 oktober 1910).

## The Library
The Library is de derde subaflevering. Het scenario werd geschreven door Anne Collins.

### Verhaal
Ellen Pendleton, een jonge schrijfster die zoekt naar een bijbaantje, komt te werken in een privé-bibliotheek gerund door een zekere Gloria. Ellen ontdekt al snel dat dit geen gewone bibliotheek is. De boeken in de bibliotheek bevatten namelijk gedetailleerde omschrijvingen van het volledige leven van bepaalde mensen. De info wordt ook steeds bijgewerkt naarmate er nieuwe dingen in hun leven gebeuren. Gloria waarschuwt Ellen niet in de boeken te lezen.
Wanneer Ellen echter onenigheid krijgt met haar buren, besluit ze wraak te nemen op hen door in het boek dat aan hun leven gewijd is een hoofdstuk te herschrijven. Ze verandert zo haar buurman in een priester, waardoor hij niet kan trouwen met zijn vriendin Carla, van wie Ellen vaak last heeft. Die avond ontmoet Ellen Carla, die nu zwaar depressief is door eenzaamheid. Ellen’s zus Lori probeert haar te troosten.
Ellen krijgt spijt van haar daad en herschrijft nu Carla’s boek zodat Carla nu gelukkig getrouwd is met een andere man genaamd Doug. Dit krijgt echter ook weer een bijwerking, want Doug raakt bankroet door alle geschenken die hij voor Carla koopt. Ellen gebruikt Doug’s boek om zijn problemen te verhelpen, maar hierdoor verandert hij in de huisbaas van haar en Lori en verhoogt hij haar huur.
In een laatste poging alles op te lossen herschrijft Ellen haar eigen boek zodat zij en haar zus in een huisje bij zee komen te wonen. Zodra ze thuiskomt, treft ze haar zus bewusteloos aan op het strand terwijl een man haar probeert te reanimeren. Ze heeft een jongetje gered uit zee, maar is daarbij zelf bijna verdronken. Ellen haast zich terug naar de bibliotheek, maar wordt daar betrapt door Gloria. Die is uiteraard kwaad dat ze met de boeken heeft lopen rommelen. Ze laat Ellen alle boeken die ze heeft aangepast verzamelen en jaagt haar dan de bibliotheek uit.
Buiten ontmoet Ellen Lori, levend en wel. Ellen wil de bibliotheek weer binnen gaan om Gloria te bedanken, maar de bibliotheek blijkt opeens te zijn verdwenen. In plaats daarvan is het nu een huis waarvan de bewoner beweert er al 10 jaar te wonen. Ellen neemt dit op als een teken dat alles in orde is en vertrekt met Lori.

### Rolverdeling
- Frances Conroy : Ellen Pendleton
- Uta Hagen : Gloria
- Lori Petty : Lori Pendleton
- Joe Santos : Doug Kelleher
- Candy Azzara : Carla
- Alan Blumenfeld : Edwin
- Jay Gerber : Man
- Mimi Monaco : Woman